# Петдесет и пети инженерен полк
Петдесет и пети инженерен полк е военна част от Българската армия. Номерът на поделението е 28880.

## История
През 1974 г. е предислоциран в Белене. Преди това е бил последователно в Горна Оряховица, София, Никопол, Русе и Свищов.
На 30 август 1974 г. със заповед на министъра на народната отбрана е създаден 55-и понтонно-мостови полк в Белене. На 1 септември 1993 г. е преобразуван в инженерна бригада, която се подчинява пряко на Генералния щаб. От 1997 г. подразделения на полка изпълняват инженерни задачи под ръководството на НАТО като част от стабилизиращите сили в Босна и Херцеговина.
От 28 август 2000 г. бригадата е преподчинена на Щаба по подготовката на Сухопътните войски. На 1 юни 2008 г. отново се трансформира в инженерен полк, в който влизат 3 инженерни батальона, дислоцирани в Белене, Стара Загора и Пловдив. През 2012 г. инженерният батальон в Стара Загора е изведен от състава на полка и е преподчинен на друг полк.

## Командири
Званията са към датата на заемане на длъжността:
- Полковник Богомил Маринов Генашков (1974 – 1975)
- Генерал-майор Кирил Ерменков (1975 – 1978)
- Полковник Парашкев Янков Парашкевов (1978 – 1986)
- Полковник Донко Стаменов Донков (1986 – 1988)
- Полковник Велислав Тодоров Велев (1988 – 1998)
- Бригаден генерал Георги Георгиев (1998 – 2002)
- Бригаден генерал Кольо Милев (2002 – 2008)
- Полковник Румен Пенев Панайотов (2008 – 2010)
- Полковник Иван Кралев Стоянов (2010 – 2014)
- Полковник Росен Йосифов Арабаджиев (17 септември 2014 – 4 февруари 2021)
- Подполковник (по-късно полковник) Иван Тишков (4 февруари 2021 – 2023)
- Полковник Петко Петков (от 2023 г.)